# Fatalisme
El terme fatalisme està format a partir de l'arrel fatum, que significa en llatí «destí». Per tant, el «fatalista» creu en una necessitat que negant la llibertat s'imposaria irremeiablement a l'ésser humà. En sentit corrent el fatalisme es refereix a la creença en el determinisme dels esdeveniments, dirigits per causes independents de la voluntat humana, procedesca aquest determinisme de Déu, de la necessitat natural o bé de les lleis que dirigeixen la història.
Aquesta noció de fatalisme comporta una connotació negativa, tant en el llenguatge corrent com en el filosòfic.

## Fatalisme antic: estoïcisme

### Elfatum stoicum, expressió de la raó divina
La doctrina fatalista per excel·lència és l'estoïcisme. El fatum stoicum no és un impuls irracional, sinó l'expressió de l'ordre imprés per la raó divina (el logos a l'univers). El destí és la causa seqüencial dels éssers o bé la raó que presideix l'administració del món (ibídem). No és tant un principi religiós com científic i filosòfic; atès que el déu estoic no és altra cosa que la raó, el destí no és altra cosa que la cadena causal dels esdeveniments. Lluny d'excloure el principi de causalitat, suposa la seua mateixa essència.
Ciceró ho aclareix en el seu tractat "De l'endevinació", on afirma: "Anomene destí (fatum) al que els grecs anomenen heimarmene, és a dir, l'ordre i la sèrie de causes, on una causa lligada a una altra produeix d'ella mateixa un efecte".

### Arguments antifatalistes
L'existència del destí en tant que ordre causal, racional o necessari de l'esdevenidor no va ser contestat, amb l'excepció dels filòsofs de epicureisme.

#### L'argument peresós
Les escoles oposades a l'estoïcisme van intentar una refutació del fatum stoicum per oposar-se als principis fonamentals de la moral antiga, afirmats per totes les escoles filosòfiques. La peresa, tal és el sentit del famós argument peresós (argos logos en grec, o ignaua ràtio en llatí), que Ciceró resumeix enèrgicament :
| «                                  | Si el teu destí és curar aquesta malaltia, curaràs tingues o no un metge; de la mateixa manera, si el teu destí és no curar-la, no la curaràs, crides o no al metge; el teu destí és, o bé un, o bé un altre; per tant, no convé cridar el metge. | » |
| — Cicéron, Tractat del destí, XIII | |   |

#### L'argument moral
El fatalisme estoic s'inclinava cap a la immoralitat i negava la responsabilitat humana. Si el destí és causa dels actes, com podria jo ser tingut per responsable? «Si tot ocorre pel destí, (...) ni els elogis ni les sancions, ni els honors ni els suplicis són justos» (ibid, XVII). En el sistema estoic no podria l'assassí exclamar, a imitació d'alguns herois d'Homer o de la tragèdia grega: «El culpable no sóc jo, sinó Zeus i el destí, que m'ha determinat a actuar així? Aquesta és l'argumentació de Dom David Amand, anomena 1945 «l'argument moral antifatalista», objecció constantment llançada contra l'estoïcisme.

### Respostes de Crisip als arguments antifatalistes
Un dels més importants representants de l'escola estoica. Crisip, es va esforçar a respondre a aquestes arguments per establir la validesa del seu fatalisme. Aquests arguments es troben resumits en el Tractat del destí de Ciceró.

#### La distinció entre causes externes i causes internes
La universalitat del destí no exclou l'acció humana, sinó que la integra en el si de les seues causalitats. Entrellaçament universal de les causes, el fatum stoicum coordina en efecte dos tipus de causes, «auxiliars i pròximes» (és a dir, procatàrtiques) i «perfectes i principals» (és a dir, sintètiques synectiques) en una unitat de sistema.
Les causes procatàrtiques designen el conjunt de factors extrínsecs, les circumstàncies i esdeveniments que afecten el ser humà: representen la determinació fatal de l'existència, la part de necessitat a què s'ha de resignar. Però si estes causes externes obliguen l'ésser huma a reaccionar i prendre postura, elles no determinen la naturalesa de la seua reacció, que depén de factors intrínsecs: l'espontaneïtat del seu caràcter actuaria a títol de causa sintètica, «perfecta i principal».
En el Tractat del destí de Ciceró, Chrisipo il·lustra esta distinció per mitjà d'un exemple pres de la física: el con i el cilindre. Estos sòlids, en ser impulsats per una mateixa força descriuran trajectòries diferents, un fent remolins, l'altre rodant. El colp extern determina al cos a posar-se en moviment, però no la naturalesa del seu moviment, que depén de la forma constitutiva de la seua essència.
El punt essencial d'esta teoria és que el moviment dels cossos troba la seua raó determinant en el seu interior, i no en l'impuls que reben. Ara bé, l'esdevindre existencial és comparable al moviment físic. Individus diferents reaccionen de forma distinta davant dels mateixos esdeveniments, prova que són la causa principal o sintètica del seu esdevindre. Les representacions sensibles no determinen la seua reacció, que són resultat només dels juís, encertats o equivocats, que fan sobre els esdeveniments que els afecten. És a dir, que l'individu escapa de la necessitat en tant que reacciona a l'impuls del destí en funció de la seua mateixa naturalesa. El fatum stoicum és personalitzat per la individualitat de cada u. Lluny de violentar els sers humans, suposa la seua espontaneïtat: no determina el destí amb independència de la seua naturalesa. Trobant la causa principal dels seus actes en l'interior d'ells mateixos poden legítimament ser considerats responsables: no podrien així imputar al destí allò del que ells mateixos són principi.

#### La llibertat en el si delfatum
L'estoïcisme manté així la llibertat del ser humà en tant que ser racional. Si un mateix no pot modificar el curs dels esdeveniments que li afecten, pot en canvi ser l'amo de la manera en què els acull i com reacciona davant d'ells. Déu li ha deixat el gaudi de l'essencial: el bon ús de la raó. El cilindre no es desplaça com el con, i el neci no reacciona com el savi: és la pràctica de la filosofia el que permet perfeccionar la meua raó per a emprar el sa juí davant del món que em rodeja.
Si bé Crisipo s'esforça a conciliar el fatum stoicum amb l'acció i la moralitat, la seua resposta no va ser prou compresa pels seus adversaris, que fins al final de l'antiguitat no cessaran d'esgrimir les mateixes objeccions contra esta escola.

## Fatalisme modern

### El fatalisme dels materialistes francesos
El fatalisme va conéixer un nou auge durant la Il·lustració gràcies als filòsofs materialistes inspirats en el determinisme espinozista els màxims representants del qual són La Mettrie, el Baró d'Holbach i Diderot.
Els contemporanis (l'abat Pluquet, Li Guai de Prémontval o Lelarge de Lignac) li van cridar «fatalisme modern» a este corrent per a distingir-la del «fatalisme antic» dels estoics. Una diferència fonamental entre els dos corrents consistix en la radicalitat del necessitarisme dels moderns: per a La Mettrie, de holbach i Diderot, el subjecte no és amo de la seua voluntat ni del seu juí, que estan determinats pel caràcter innat i les modificacions patides per l'educació. Com dirà Diderot en els Elements de fisiologia, «la voluntat no és menys mecànica que l'enteniment; la volició precedix a l'acció de les fibres musculars; però la volició seguix a la sensació; són dues funcions del cervell; són corporals». Ja en la Carta a Landois, escrivia en 1756:
| « | Observe-ho de prop, i veurà que la paraula llibertat és una paraula buida de significat; que no pot haver-hi sers lliures; que no som una altra cosa que allò que convé a l'orde general, a l'organització, a l'educació i a la cadena d'esdeveniments. He ací el que disposa de nosaltres invenciblement. No es concep un ser que actue sense el lligam o bé d'una naturalesa o d'una causa qualsevol que no està en nosaltres. | » |

Si el fatalisme exclou tota llibertat, com fonamentar conceptualment la responsabilitat penal i moral del ser humà?

### La llei, element de determinació del comportament
Herència de les controvèrsies de l'antiguitat, l'argument antifatalista va ser objectat pels fatalistes moderns. Diderot replica que no sols el fatalisme és compatible amb la responsabilitat, sinó que és font de virtuts morals.
Esta doctrina afirma que l'home està determinat per tota sort de causes, i entre elles figuren els castics i recompenses, que modificant l'ésser huma li fa respectar les lleiés i l'orde social. Este extrem queda ben clar en la Carta a Landois : «encara que l'home, bo o roín, no siga lliure, no per això és menys modificable; és per això que ha de destruir-se al danyós en la plaça pública». El càstig no deixa de ser útil des de la perspectiva de l'absoluta fatalitat, i en eixe sentit és un dels determinants de la conducta humana. La societat deu llavors continuar castigant els criminals encara no sent estos lliures: el seu càstig dissuadix als altres de seguir el seu exemple.
Però, no és criminal executar un pobre diable espantat al crim per herència o per mala educació? La resposta dels fatalistes moderns és que el càstig és la legítima defensa de la societat, mig necessari per a mantindre l'orde públic. Forçós és executar a aquell a qui el càstig no ha dissuadit del crim. El baró d'Holdbach ho afirma en el seu Sistema de la naturalesa, en el capítol titulat «Examen de l'opinió que pretén que el sistema del fatalisme és perillós» :
| « | Si la societat té dret a conservar-se a si mateixa, té el dret d'emprar els mitjans per a fer-ho; tals mitjans són les lleis, que presenten els homes els motius per a dissuadir-los de les accions danyoses. Que estos motius no són suficients? La societat, pel seu propi bé, està obligada a llevar-los el poder de danyar. | » |

El fatalisme fonamenta així el càstig tant pel seu valor dissuasiu com a defensiu, i inclús va a donar-li la volta a la qüestió per a oposar-se als partidaris del lliure arbitri: si el ser humà fora radicalment lliure llavors no tindria la capacitat de ser modificat per la llei, els castics o les recompenses. La tesi del lliure arbitri tindria com a conseqüència l'anul·lació de tota llei: només el fatalisme permet el manteniment de l'orde social.

## Valoració del fatalisme

### Fatalisme i virtut
El fatalisme és presentat per Diderot com a font de virtuts com la modèstia o la clemència. El savi és conscient que presa les seues virtuts de la naturalesa i la necessitat, i no de la seua llibertat. De manera que no s'enorgullix, al contrari que el lliurearbitrista que creu, sense raó, haver-se donat a si mateix les seues qualitats morals. Inversament, no es mortifica per ser qui és, sabent que el seu vici és producte d'una educació incorrecta o una herència danyosa.
En el sistema fatalista de Diderot no hi ha lloc per a la virtut o el vici, sinó per al fet si haguera sigut «feliç o infeliçment nascut». Diderot posarà en pràctica estes tesis en la seua novel·la Jacques el Fatalista.
L'aparició del concepte de determinisme a principis del segle xix tindrà com a conseqüència l'extinció de l'ús de la paraula "fatalisme" per a designar este sistema filosòfic, i amb això es perdrà part de la seua connotació negativa.

### Crítica filosòfica: fatalisme i determinisme
En el segle xix la noció de fatalisme va adquirir una connotació pejorativa en la cultura filosòfica, i s'oposarà al determinisme, que veurà en el fatalisme una creença supersticiosa aliena a la ciència.
El determinisme es referix a la determinació condicional dels esdeveniments en virtut del principi de causalitat que fa que una conseqüència es derive necessàriament en el moment que l'antecedent és efectiu: si A (la causa) es realitza, llavors B (l'efecte) tindrà lloc. El determinisme permet la subsistència de la raó (en tant que l'esdevindre està governat per un principi intel·ligible) i de l'acció (perquè la conseqüència només és necessària en la mesura que ho siga l'antecedent).
El fatalisme, en canvi, establix la determinació incondicional del succés, siga quina siga la determinació de l'antecedent, tesi que exclou la raó (en la mesura que la relació causal no és comprensible) i l'acció (¿per a què molestar-se a forçar l'inevitable?)
Sartre, que no era determinista, va escriure en El ser i el no-res:
| « | Es pot afirmar que el determinisme, si es té la precaució de no confondre-ho amb el fatalisme, resulta més humà que la teoria lliure albir: si, en efecte, posa en relleu els condicionants dels nostres actes, almenys dona raó de cada un d'ells, si es limita estrictament a la física i renúncia a buscar un condicionant en el conjunt de l'univers, mostra que el lligam dels nostres actes està en nosaltres mateixos: actuem tal com som i els nostres actes contribuïxen a fer-nos. | » |

Si bé esta noció té hui connotacions negatives, no sempre va ser així, com a mostra el fatalisme antic dels estoics o el materialisme dels filòsofs francesos de la Il·lustració.

## Fatalisme i religió
Es parla sovint del fatalisme musulmà, en el sentit que l'islam afirma la determinació incondicional de l'esdevindre per la voluntat de Déu totpoderós. En la tercera sura de l'Alcorà, Mahoma exhorta els seus fidels a la guerra santa després d'un revés militar difícil però passatger, patit després de la batalla de Úhud l'any tercer de l'Hègira (625) i que va sembrar la desmoralització entre els seus partidaris. Als derrotistes que afirmaven que «els nostres no haurien sigut morts si ens hagueren obeït» (Sura 3, v. 162), l'Alcorà respon que l'hora de la mort està incondicionalment fixada per Déu, de manera que morim a l'hora per Ell decidida: «El que vos ha succeït el dia de la trobada de les dues tropes ha ocorregut amb permís de Déu» (sura 3, v 160).
Diderot resumia el dogma del fatalisme musulmà en una carta a Sophie Volland en 1759: «(Mahoma) predica el dogma de la fatalitat, que inspira l'audàcia i el menyspreu a la mort; el perill és, a ulls del fatalista, el mateix per al que empunya el ferro en el camp de batalla que per a aquell que descansa en un llit; el moment de perill és irrevocable, i tota prudència humana és vana davant de l'Etern, que ha encadenat totes les coses amb un llaç que inclús la seua mateixa voluntat no pot afluixar ni estrényer».
Esta visió de l'islam com una religió determinista no és, emperò, unànime.
Per la seua banda, la reforma luterana propugnada per Martí Luter va introduir el determinisme en el món cristià, negant el lliure albir, com ho faria també el calvinisme o el jansenisme. Este últim professa la impossibilitat per a l'ésser humà d'alliberar-se de la temptació del pecat per les seues pròpies forces, del qual només la gràcia divina pot alliberar-li.
Estes postures dins del cristianisme polemitzaran amb l'ortodòxia catòlica, que reconeix l'existència del lliure albir, inclinant-se cap a una visió oposada coneguda com a voluntarisme.